# Ajuda, Salvador e Santo Ildefonso
A  Freguesia de Ajuda, Salvador e Santo Ildefonso foi uma freguesia portuguesa do Município de Elvas, com 90,64 km² de área e 986 habitantes (2011), e, por isso, uma densidade populacional de 10,9 hab/km².
A Freguesia de Ajuda, Salvador e Santo Ildefonso foi extinta em 2013, no âmbito de uma reforma administrativa nacional, tendo sido agregada à Freguesia de Assunção para formar uma nova freguesia denominada Assunção, Ajuda, Salvador e Santo Ildefonso, territorialmente contínua e com a sede em Elvas.

## População
| População da freguesia de Ajuda, Salvador e Santo Ildefonso | População da freguesia de Ajuda, Salvador e Santo Ildefonso | População da freguesia de Ajuda, Salvador e Santo Ildefonso | População da freguesia de Ajuda, Salvador e Santo Ildefonso | População da freguesia de Ajuda, Salvador e Santo Ildefonso | População da freguesia de Ajuda, Salvador e Santo Ildefonso | População da freguesia de Ajuda, Salvador e Santo Ildefonso | População da freguesia de Ajuda, Salvador e Santo Ildefonso | População da freguesia de Ajuda, Salvador e Santo Ildefonso | População da freguesia de Ajuda, Salvador e Santo Ildefonso | População da freguesia de Ajuda, Salvador e Santo Ildefonso | População da freguesia de Ajuda, Salvador e Santo Ildefonso | População da freguesia de Ajuda, Salvador e Santo Ildefonso | População da freguesia de Ajuda, Salvador e Santo Ildefonso | População da freguesia de Ajuda, Salvador e Santo Ildefonso |
| ----------------------------------------------------------- | ----------------------------------------------------------- | ----------------------------------------------------------- | ----------------------------------------------------------- | ----------------------------------------------------------- | ----------------------------------------------------------- | ----------------------------------------------------------- | ----------------------------------------------------------- | ----------------------------------------------------------- | ----------------------------------------------------------- | ----------------------------------------------------------- | ----------------------------------------------------------- | ----------------------------------------------------------- | ----------------------------------------------------------- | ----------------------------------------------------------- |
| 1864                                                        | 1878                                                        | 1890                                                        | 1900                                                        | 1911                                                        | 1920                                                        | 1930                                                        | 1940                                                        | 1950                                                        | 1960                                                        | 1970                                                        | 1981                                                        | 1991                                                        | 2001                                                        | 2011                                                        |
| 2 686                                                       | 2 287                                                       | 3 147                                                       | 3 105                                                       | 1 864                                                       | 2 877                                                       | 2 337                                                       | 2 978                                                       | 2 845                                                       | 2 613                                                       | 1 822                                                       | 2 118                                                       | 1 818                                                       | 1 494                                                       | 986                                                         |

Nos censos de 1864 a 1878 estas freguesias eram autónomas. Nos censos de 1890 a 1911 inclui a freguesia de São Brás, então designada por Várzea

## História
Esta antiga freguesia era resultado da anexação das anteriormente extintas freguesias da Ajuda e de Santo Ildefonso à freguesia citadina do Salvador, tendo sido até 2013 uma das poucas freguesias portuguesas territorialmente descontínuas que restavam, consistindo em duas partes de extensão muito diferente: uma parte principal a sul (mais de 99% do território da freguesia) e um muito pequeno exclave (menos de 1% da área da freguesia) a norte, separado do resto da freguesia pelas antigas freguesias da Assunção e Caia e São Pedro, correspondendo a parte da antiga cidade muralhada, em volta da rua de São Francisco.

Antigas freguesias que deram origem à Freguesia de Assunção, Ajuda, Salvador e Santo Ildefonso (Elvas).

## Património
- Igreja do Salvador (Ajuda, Salvador e Santo Ildefonso)
- Igreja de São Domingos (Elvas), ou Igreja dos Domínicos
- Igreja do antigo Convento das Freiras de São Domingos ou Igreja do antigo Convento das Domingas
- Ponte de Nossa Senhora da Ajuda
- Anta das Defesinhas I
- Anta das Defesinhas II
- Anta do Monte Ruivo
- Anta de São Rafael I
- Anta de São Rafael II
- Anta do Sobral I
- Anta de Valmor
- Anta da Venda